# Melchior Ferdynand de Gaschin
 Melchior Ferdynand de Gaschin (niem. Melchior Ferdinand von Gaschin; ur. w 1581 w Kietrzu; zm. 16 lipca 1665 w Polskiej Cerekwi) – starosta księstwa opolsko-raciborskiego.
Syn Melchiora Borromusa von Gaschin i Anny Marii von Oppersdorf. Zbudował pałac w Żyrowej z wykorzystaniem murów zamku.
Założył majoratu cerekwicko-żyrowskiego, fundator na rzecz Kościoła śląskiego (m.in. sprowadzenie franciszkanów na Górę św. Anny oraz ufundowanie im klasztoru). W 1641 roku kupił Polską Cerekiew z zamkiem.
W latach 1636–1645 i ponownie od 1649 był starostą (Landeshauptmann) księstwa opolsko-raciborskiego, a w latach 1646–1648 starostą ziemi kłodzkiej. Umocnił pozycję rodu Gaschinów. Zmarł bezpotomnie w roku 1665 i został pochowany w krypcie rodowej Gaschinów w Raciborzu (w kościele św. Jakuba). Dziedzictwo objął jego bratanek Georg Adam von Gaschin (1643–1719), który ożenił się z Marią von Saurau.